# Hollywood Palladium
El Hollywood Palladium es un teatro ubicado en la calle Sunset Boulevard 6215 en Hollywood, California. Fue diseñado en estilo aerodinámico y art déco, e incluye una pista de baile de 1040 m² con capacidad para 4000 personas. Fue incluido en el Registro Nacional de Lugares Históricos en 2016.

## Historia
El editor de Los Angeles Times, Norman Chandler, inició la construcción del Hollywood Palladium en 1940 con un costo de USD $1 600 000. Ubicado entre las avenidas Argyle y central, donde antes se habían ubicado las dependencias originales de Paramount Pictures fundada por el productor de cine Maurice M. Cohen.
El salón de baile fue diseñado por Gordon Kaufmann, arquitecto de la mansión Greystone, el edificio sede de Los Angeles Times, el hipódromo de Santa Anita, la presa Hoover y los primeros dormitorios del Instituto de Tecnología de California. El salón abrió sus puertas el 31 de octubre de 1940 con una fiesta en la que actuó Tommy Dorsey y su orquesta cuyo vocalista era Frank Sinatra. El Hollywood Palladium tenía seis barras que servían licores, y dos más que ofrecían refrescos y cenas. También organizaban fiestas privadas para estrellas de Hollywood.
Entre 1955 y 1976, se organizaron temporadas de orquestas latinoamericanas, patrocinadas por el locutor Chico Sesma, llamadas «Latin Holidays». La orquesta de Tito Puente tocó regularmente entre 1957 y 1977 ante audiencias de 5.000 personas. La orquesta de Joe Loco ofreció varios shows en marzo de 1965 junto a la cantante y bailarina Josephine «Josie» Powell.
Durante la Segunda Guerra Mundial, el Palladium organizó trasmisiones de radio con Betty Grable que recibían las solicitudes de canciones de los soldados. Las actuaciones de Big Bands empezaron a perder popularidad en los años 1950, por lo que el Palladium empezó a celebrar bailes benéficos, eventos políticos, exhibiciones de autos, y conciertos de rock. En 1961, se convirtió en la sede para el duradero espectáculo musical televisivo Lawrence Welk Show y el 18 de noviembre de ese año, el presidente John Fitzgerald Kennedy asistió a una cena ofrecida en su honor en el Palladium por el Partido Demócrata de California.
Pop Expo '69, descrita como una "feria adolescente" fue un evento orientado a los más jóvenes que se realizó del 28 de marzo de 1969 al 4 de junio de 1969  en el Palladium, e incluyó actuaciones de Jimi Hendrix Experience y los MC5. A partir de los años 1980 y 90, se organizaron conciertos de punk rock, rap y heavy metal.
En 1973 Stevie Wonder actuó con el grupo Taj Mahal en un evento anunciado como un "concierto afrocéntrico" a favor de los refugiados africanos.
En 1985, pasó a manos privadas, Palladium Investors Ltd. Los toques de queda se instauraron en 1993 y un concierto de Marky Mark and the Funky Bunch fue cancelado debido a una pelea ocurrida unas noches antes.
En 2008, después de una renovación millonaria, el Palladium reabrió con un concierto de Jay-Z.